# 米基利西克 (布拉特西克區)
47°45′33″N 31°42′58″E / 47.75917°N 31.71611°E
米基利西克（烏克蘭語：Микільське），是烏克蘭南部的村莊，隸屬尼古拉耶夫州的沃茲涅先斯克區。該村始建於1820年，面積1.14平方公里，海拔高度88米，2001年人口386，人口密度每平方公里338.6人。